# Montfort-l'Amaury
Montfort-l'Amaury è un comune francese di 3 189 abitanti situato nel dipartimento degli Yvelines nella regione dell'Île-de-France. È noto per essere stato luogo di residenza di Maurice Ravel e per essere stato nel Medioevo il centro della contea di Montfort, guidata tra gli altri anche da Simone V di Montfort.

## Storia
La località ospita una delle due fortezze costruite da Guillaume Hainaut, primo signore di Montfort-l'Amaury, per ordine di Roberto II il Pio re di Francia, il quale intendeva difendere i propri domini dalle invasioni dei conti di Blois. La seconda fortezza fu edificata a Épernon, più a sud.

### Simboli
Lo stemma comunale si blasona:
Il leone d'argento con la coda bifida in campo di rosso era il blasone del Casato di Montfort.

## Società

### Evoluzione demografica
Abitanti censiti

## Amministrazione

### Gemellaggi
- Nickenich